# Rote Marine
Die Rote Marine (RM) war eine Sektion des deutschen Roten Frontkämpferbundes (RFB), der paramilitärischen Kampforganisation der Kommunistischen Partei Deutschlands (KPD) nach dem Ersten Weltkrieg in der Weimarer Republik.

## Vorgeschichte
Die Rote Marine hatte wie ihr übergeordneter RFB eine oder mehrere Vorläuferorganisationen. Waren es beim RFB z. B. die „Proletarischen Hundertschaften“ und der „Rote Soldatenbund“ (RSB), waren es bei der RM ein „Revolutionärer Matrosenbund“ und ein „Verband inaktiver Marinemannschaften“, über die allerdings nicht viel bekannt ist.
Kurz nach der vermeintlichen „Selbstauflösung“ des RSB wurde bereits Anfang September 1919 in „allen grösseren Städten“ die erneute Errichtung von „Filialen und Abzweigungen“ des aufgelösten RSB in Form des Revolutionären Matrosenbundes, festgestellt. StaHB 4,65-1219, Blatt 2-6. Blatt 1 berichtet außerdem von einem Hübner, Mitglied des revolutionären Matrosenbundes, der früher der Volksmarinedivision angehörte und „schon wiederholt in Versammlungen der K.K.A. aufgetaucht“ sei. Er habe bei einem Nowack, Wirt in Berlin-Tegel und „Vertrauensperson des Matrosenbundes“, die Mitteilung gemacht, dass „in Braunschweig durch einen gewissen Leonhardt 2 Panzerwagen und 1000 Gewehr für den Matrosenbund angekauft worden sind. Der Transport wird durch Vermittlung der Sterndampfergesellschaft am 15. September in Tegel erwartet.“
Dieser würde „aus Anhängern der früheren Volksmarinedivision und der Republikanischen Soldatenwehr“ bestehen. Während sich die Zentrale erneut in Berlin befand, wurden weitere Ortsgruppen in Kiel, Bremen, Hamburg und Schwerin ausgemacht.
Von den Aktivitäten in Hamburg ist eine „sehr gut besuchte“ Vollversammlung des Verbandes inaktiver Marinemannschaften am 26. des Monats im Gewerkschaftshaus dokumentiert, auf der der Polizeibericht „eine gewisse politische Trägheit“ der Mitglieder festmachte, als über den für den 15. Oktober geplanten Anschluss des Kieler Verbandes an den der Hamburger beraten wurde.
Sitz der Zentrale sollte Hamburg sein. Der 1. Vorsitzende Vogler bezifferte die Zahl der Mitglieder auf 19.000, was allerdings wie die meisten Mitgliederzahlen nicht zu belegen sind und häufig eher Wunschdenken waren. Eine letzte Meldung vom 10. November 1919 berichtet von der Kranzniederlegung des Verbandes inaktiver Marinemannschaften genannt Revolutionärer Matrosenbund auf dem Ohlsdorfer Friedhof.

## Die Rote Marine
Obwohl die Proletarischen Hundertschaften in den Kämpfen des Jahres 1923 zerschlagen worden waren und die Kommunistische Partei auf eine Weiterführung bzw. Erneuerung der Wehrverbände offiziell verzichtet hatte, ging die Diskussion darum schon bald weiter. So wurde in den 'Lehren der deutschen Ereignisse' des Präsidiums des EKKI vom Januar 1924 die Arbeit in den 'Organen der Einheitsfront von unten', zu denen besonders die bewaffneten Hundertschaften zählten, als vordringlich hervorgehoben.
Die Mehrheit des Präsidiums des EKKI verständigte sich auf die eher verschwommene Konzeption Sinowjews, hinter der sich die Vorstellung einer nicht näher definierten Roten Armee verbarg. In seinem Thesenentwurf heißt es ausdrücklich:
„Die KPD darf keinesfalls die Frage des bewaffneten Aufstandes und der Eroberung der Macht von der Tagesordnung absetzen [...] Mit aller Hartnäckigkeit muß die Bewaffnung der Arbeiter, die technische Vorbereitung der entscheidenden Kämpfe fortgesetzt werden. Rote Hundertschaften lassen sich nicht auf dem Papier finden, sondern in Wirklichkeit nur dann, wenn mit ihnen die ganze Arbeitermasse sympathisiert und sie unterstützt. Zur Erreichung dieser Unterstützung und dieser Sympathie ist es unerläßlich, sie in engstem Zusammenhang mit den Teilkämpfen des Proletariats zu entfalten.“
Rund zwei Monate nach Aufhebung des vom 23. November 1923 bis 1. März 1924 dauernden KPD-Verbots waren sich auf dem IX. Parteitag der KPD (7.-10. April 1924) alle Fraktionen über das Motto der Einheitsfront von unten und der Schaffung entsprechender Organe grundsätzlich einig.
Unterschiedlich wurde lediglich die Gewichtung der Aufgaben betont. Legten die zu dem Zeitpunkt in der Opposition stehenden Linken den Schwerpunkt auf Agitation und Propaganda, so wollten die anderen die Bewaffnung in den Vordergrund stellen.
Beschlossen wurde die „Schaffung von Organen zur Führung dieser (Teil-) Kämpfe. Ständige Aktivität in der Schaffung von Einheitsfrontorganen (Betriebsausschüssen, Hundertschaften, Kontrollausschüssen, Räten), auch wenn die Kommunisten zunächst in ihnen noch um die Führung ringen müssen. Dabei geschickte und schnelle Verdrängung etwaiger gegnerischer Funktionäre.“
Die Gründe für die Schaffung der Einheitsfrontorgane werden unterschiedlich interpretiert.
Folge aus der „Einheitsfront von unten“ der zufolge RFB und RM für die Partei Mitglieder oder zumindest Sympathisanten rekrutieren sollten, war eine Zweiteilung ihres Selbstverständnisses. Zum einen fiel ihnen eine Übernahme der Agitation zu, und zum anderen sollte sie paramilitärische Kampf- und Schutztruppe mit dem Ziel einer späteren Roten Armee sein.
Eine erste Sektion der RM wurde am 9. Juni 1925 im Lokal des Schankwirts Kraeft, Davidstr. 6, unter Joseph Behring für den Raum Groß-Hamburg gegründet, die rund zwei Monate später, am 2. August, erstmals mit einer Fahnengruppe an einer Antikriegsdemonstration teilnahm. Mit einem Bildbericht von dieser Aktion kündigte Die Rote Front am 1. September die Vorbereitungen „zur Zusammenfassung aller Kameraden der ehemaligen Reichsmarine, der Seeleute und Hafenarbeiter in den Hafenstädten“ an. Kurz vor der Veröffentlichung des Berichts war am 28. August die Gründung der Kieler RM erfolgt, zu der sich 30 Mitglieder einschrieben. Einen Monat später, am 25. September, folgte die Gründung der RM-Sektion Königsberg und am 11. Oktober organisierten sich die Roten Mariner in Lübeck. Die lediglich von zwölf Männern besuchte Gründungsversammlung am 30. September in Bremen, strafte mögliche Befürchtungen Lügen, denn drei Monate später waren es bereits rund 70 Mitglieder, eine Größenordnung, bei der es allerdings bleiben sollte. Der Region verhaftet war aber eine Marine-Abteilung Unterweser, die im Juni 1926 von 23 Personen gegründet wurde.
Als Auslöser der revolutionären Erhebung im November 1918 in Kiel erhielt die Marine als einziger Truppenteil des Roten Frontkämpferbundes (RFB) durch eine eigene Sektion eine besondere Stellung innerhalb des Bundes. Die Rote Marine übernahm jedoch nicht nur das Andenken an Taten, die als außergewöhnlich revolutionär empfunden wurden, sondern ebenfalls die Tradition der kaiserlichen Marine als die einer privilegierten Truppe.
In folgenden Monaten gründeten sich weitere Ortsgruppen u. a. in Lübeck, Kiel, Wismar, Bremen, Stettin, Swinemünde, Danzig und Königsberg in Ostpreußen. Die Gruppen der Roten Marine wurden nur in Hafen- und Küstenstädten gegründet und waren ein fester Bestandteil des RFB. Die Aufgaben der Roten Marine-Gruppen wurden auf der 5. Reichskonferenz des Roten Frontkämpferbundes festgelegt. Danach sollte die Rote Marine das Bindeglied zwischen dem RFB und der zur See fahrenden Bevölkerung sein. Außerdem sollte die Rote Marine Mitglieder von bürgerlichen und nationalistischen Marinevereinen an sich binden. Vor allem galt das für Angehörige des Proletariats. Ähnlich wie die Betriebsgruppen des RFB in den Fabriken sollte die Rote Marine Bordgruppen unter den Besatzungen aller See- und Handelsschiffe bilden.
Ein Schwerpunkt in der politischen Arbeit war die enge Bindung an die Sowjetunion, die sowjetische Flotte und die KPdSU. Die Rote Marine organisierte z. B. Treffen mit sowjetischen Seeleuten. Die Ortsgruppe Kiel der Roten Marine erhielt 1926 ihre Fahne von der Besatzung des ehemaligen sowjetischen Zerstörers Karl Liebknecht und die Ortsgruppe Stettin erhielt ihre Fahne 1927 von der Belegschaft der sowjetischen Staatlichen Maschinenfabrik Rjasan. 1928 nahmen Matrosen des deutschen Dampfers „Arnfried“ unter Führung von Mitgliedern der Roten Marine in Batumi an den Feierlichkeiten zum Tag der Oktoberrevolution in Russland teil. Im Jahr 1929 organisierte die Rote Marine in Kiel ein Treffen von Seeleuten aus 11 Nationen.
Am 16. September 1928 wurde bei einer Kundgebung, an der 20.000 Menschen teilnahmen, auf dem Militärfriedhof der Kaserne in der Wahner Heide bei Köln von RFB und Roter Marine ein Grabstein für die dort 1917 zum Tode verurteilten und erschossenen Anführer der Matrosenrevolte von 1917 in der Kaiserlichen Marine, Albin Köbis und Max Reichpietsch, enthüllt. Im gleichen Jahr unterstützten RFB und Rote Marine aktiv den Kampf der KPD gegen den Neubau von Panzerkreuzern der Reichsmarine. In den Wahlkämpfen der Weimarer Republik übernahm die Rote Marine zusammen mit dem RFB die Sicherung kommunistischer Kundgebungen; sie verteilte Flugblätter, organisierte Sprechchöre und Agitationseinsätze.
Nach den Auseinandersetzungen am 1. Mai 1929 in Berlin (Blutmai) und dem daraus resultierenden Kleinen Belagerungszustand wurden der RFB und die Rote Marine durch die Reichsregierung verboten. RFB und Rote Marine waren in der Illegalität aber weiter aktiv und traten im Kampf gegen die wachsende nationalsozialistische Bewegung trotz Verbots z. T. öffentlich auf. Auch wurden weiterhin Mitglieder aufgenommen. Angehörige der Roten Marine nahmen in den Internationalen Brigaden am Spanischen Bürgerkrieg teil. Zahlreiche Mitglieder der Roten Marine gingen danach in die Sowjetunion ins Exil, während die Mehrzahl während der Zeit des Nationalsozialismus in Deutschland blieb. Einige von ihnen nahmen am Widerstand teil, wurden inhaftiert oder auch hingerichtet. Zu ihnen zählte Johann Wilhelm Jasper. Ihm wurde vorgeworfen, an Überfällen auf die SA beteiligt gewesen zu sein, was er trotz Folter bestritt und die Aussage verweigerte. Dennoch wurde er durch ein Sondergericht am Hamburger Oberlandesgericht wegen „Mordversuches und schweren Landfriedensbruchs“ zum Tode verurteilt. Das Todesurteil wurde durch das Handbeil vollstreckt. Die Führungsriege der Roten Marine wurde im „Rote-Marine-Prozess“, auch „Adlerhotelprozess“ 1934 zum Tode verurteilt und hingerichtet, darunter Jonny Dettmer, der Führer der Roten Marine, und Hermann Fischer (vgl. → Heinrich Jauch (1894–1945), Erster Staatsanwalt zu Hamburg). Die Ermordung von Jonny Dettmer war Auslöser für den Roman Das Beil von Wandsbek des Schriftstellers Arnold Zweig.
Nach dem Ende des Zweiten Weltkrieges beteiligten sich ehemalige Angehörige der Roten Marine am Aufbau der Seestreitkräfte der DDR. So war der ehemalige Politische Leiter der Roten Marine in Hamburg-Hammerbrook, Walter Steffens ab April 1946 Beauftragter zur Bildung einer Wasserschutzpolizei in Mecklenburg, ab 1950 Leiter der Seepolizeischule Parow und 1955 der erste Kommandeur der Flottenschule der Volksmarine der DDR in Stralsund/Schwedenschanze.